# Botos (Costa Rica)
Los Botos, también llamados votos, fueron un pueblo indígena de Costa Rica, perteneciente a las culturas de la llamada Área Intermedia. A la llegada de los españoles en el siglo XVI, los botos habitaban en la región norte del país, en las faldas de la Cordillera Volcánica Central, en las cercanías de los volcanes Poás y Barva, y las llanuras que se extienden de esa cordillera hacia el lago de Nicaragua, en las márgenes de los ríos San Carlos y Sarapiquí. Aunque compartieron el territorio con otras etnias como los tises, los katapas y los guatusos, los botos fueron el grupo indígena más importante y numeroso establecido en la zona norte del país, e incluso, llegaron a conformar un fuerte cacicazgo.

## Etimología
Se cree que el nombre original de esta etnia indígena fue «Bocto», de origen otomí, proveniente de México, y derivada de las palabras boxh-t o box-to, que significa «rastrojo». El nombre de «Botos» es una castellanización de esta palabra por parte de los españoles, quienes la utilizaron tanto para denominar al volcán como a los pueblos que ocuparon el vasto territorio entre los volcanes Poás y Barva y que se extiende hasta las llanuras de Guatuso, San Carlos y Tortuguero. Este territorio estaba habitado principalmente por los indígenas tises y katapas, los primeros entre los ríos Kutris y Frío, y los segundos entre los ríos Frío y Zapote. En la actualidad, la única etnia indígena que subsiste en este territorio es la de los guatusos o maleku, ubicados entre los ríos Caño Negro y Pocosol.
En 1747, el gobernador de Costa Rica Juan Gemir hace referencia en uno de sus escritos al volcán Poás llamándole «volcán Los Botos», en alusión a este pueblo indígena. Se cree que desde tiempos pretéritos a la llegada española, el pueblo de los Botos realizaba ascensiones al volcán para observar los fenómenos volcánicos y para obtener azufre. El nombre Botos, no obstante, perduró hasta la actualidad en la forma de la Laguna Botos, un cráter extinto de 400 m de diámetro que se encuentra ocupado por un lago de origen pluvial.
Sobre el uso de la variante «Votos», se cree que surge de forma anecdótica alrededor de 1815, cuando un sacerdote de apellido Arias, natural de la ciudad de Alajuela, bautizó al volcán con el nombre de Juan de Dios. En 1834, una fuerte lluvia de cenizas destrozó los pastizales de la ciudad de Alajuela que se encontraban en las faldas del sur del volcán, y los parroquianos intentaron calmar al volcán mediante votos, por lo que se le llamó «Volcán de los Votos», aunque al final el nombre no perduró y se le siguió llamando Poás. El uso de la variante «votos», sin embargo, podría estar simplemente relacionado con el uso indistinto que se hacía de la v y la b como letra inicial en el castellano durante el siglo XVI-XVII, ya que en 1640 Jerónimo de Retes y López de Ortega bautizó el más importante emplazamiento de los botos como San Jerónimo de los Votos.

## Territorio
El antiguo territorio de los botos es lo que se conoce en la actualidad como la Región Huetar Norte de Costa Rica, principalmente los cantones de San Carlos y Sarapiquí, localizados en las provincias de Alajuela y Heredia, respectivamente. Los botos ocuparon las llanuras de San Carlos y Sarapiquí, de norte a sur, desde la margen sur del río San Juan, hasta las faldas de los volcanes Poás y Barva, en la Cordillera Volcánica Central, y de este a oeste, desde el volcán Rincón de la Vieja hasta llegar a las llanuras de Tortuguero, pero estas últimas no las ocuparon por la presencia de otras etnias (suerres, pococes y huetares orientales). Su principal asentamiento parece haber estado en Cutris, en las orillas del río San Carlos.
| Nicaraos Ramas Nicoya (chorotegas) Océano Pacífico Guatusos Cutris Río San Carlos Río Sarapiquí Botos Valle Central (huetares) Volcán Poás Quepoa Mar Caribe Suerres Pococes Bribris Talamanca Cabécares Coctu Borucas Guaymíes |

## Historia

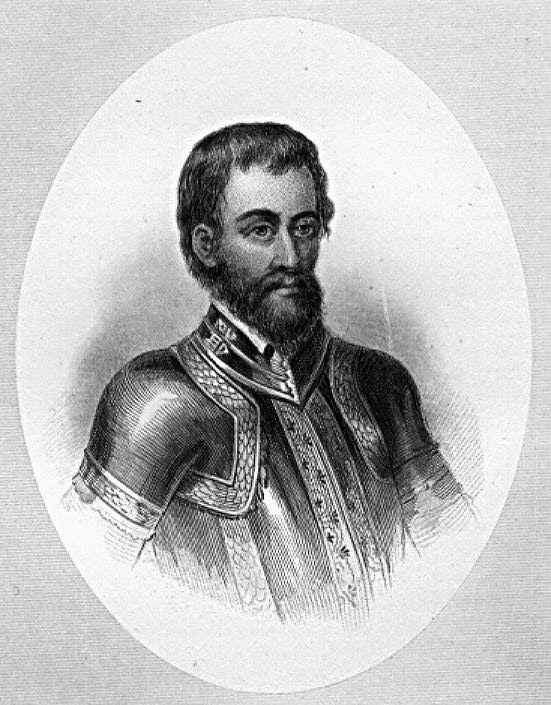
En 1525, Hernando de Soto fue el primer español en entrar en contacto con los botos, durante una expedición realizada desde Nicaragua para enfrentarse con Gil González Dávila.

El primer contacto entre los españoles y los botos data de 1525, cuando una expedición al mando de Hernando de Soto arribó a una aldea boto - aunque no se les llama con este nombre - situada en las riberas del río Pocosol, llamado más tarde Cutris, y hoy, San Carlos. De 1528 data un reporte de un hombre conocido como el Flamenco Diego Mercado, quien aportó una descripción temprana de la zona del Desaguadero (actual delta del río San Juan), donde menciona un grupo aproximado de 1000 indígenas que ocupan ambas márgenes del río y que habitan en un territorio que se denomina «provincia de los botos», la cual fue ubicada entre los ríos Sarapiquí y Pocosol (actual río San Carlos). Esta es la primera mención de esta etnia indígena con este nombre.
Se ha estipulado que la ocupación de los botos en el norte de Costa Rica es consecuencia del arribo de los nicaraos, pueblo nahua fuertemente motivado en la toma de territorios por designios religiosos, además de intereses estratégicos, políticos y económicos, al istmo de Rivas y su presencia en la parte norte del Lago de Nicaragua, desde tres siglos antes de la llegada de los españoles. La llegada de los nicaraos parece haber sido una amenaza para varios grupos indígenas que ocupaban previamente varios territorios al sur de dicho lago. Los nicaraos entraron en conflicto con los chorotegas - ubicados en la península de Nicoya y en guerra constante con los nicaraos, - los chontaleños - a quienes desplazaron de la parte norte del lago de Nicaragua, - los ramas - que ocupaban las márgenes del San Juan - y los botos - localizados en las llanuras de San Carlos y Sarapiquí - y, de forma indirecta, con los huetares, el cacicazgo más fuerte ubicado en el Valle Central de Costa Rica. Es posible que la presencia de los nicaraos halla motivado la migración de un grupo rama hacia las llanuras del norte de Costa Rica, el cual ocupó todo el vasto territorio, hasta llegar a las faldas de la Cordillera Volcánica Central, y que este grupo dio lugar a los botos. A su vez, la presencia de los botos en los territorios limítrofes de los cacicazgos huetares - los volcanes Poás y Barva - estimuló que eventualmente se estableciese una relación de subordinación con los huetares, más avanzados en el aspecto sociopolítico y económico, donde los primeros debían rendir tributo a los segundos. 
En 1539, cuando los capitanes Alonso Calero y Diego Machuca de Suazo exploraban el río San Juan, su expedición topó en las márgenes del río Sarapiquí con un pueblo indígena semidestruido, que había sido atacado por los botos, pero no hubo contacto con estos. Los capitanes españoles describen el hallazgo de varios poblados: Abito, en la banda norte; otro llamado Pocosol, junto con otro más al este llamado Boto y otro llamado Tori, hacia el este del Desaguadero. Se menciona que Pocosol había sido destruido recientemente por una guerra acabada hacía un mes entre el pueblo de Pocosol y los pueblos de Boto y Tori.
Durante la época de la Conquista de Costa Rica, el territorio de los botos - las actuales llanuras de San Carlos y Sarapiquí - sirvió de refugio para los indígenas huetares que, cruzando la Cordillera Volcánica Central, escapaban al dominio español. Se menciona incluso que el rey Garabito, el más importante caudillo huetar y símbolo de la resistencia, se refugió en el Cacicazgo de los Botos, el cual, previo a la llegada española, rendía tributo al Reino Huetar de Occidente, que Garabito gobernaba. En 1562, durante el gobierno de Juan Vázquez de Coronado, los botos, que en esa época tenían una reina, dieron obediencia a la Corona. Según expresó el conquistador que los visitó, fue recibido por la reina, en compañía de su marido, «que manda poco en ellos». 
Es Vázquez de Coronado quien documenta que los botos, en esa época, eran tributarios obligados de los huetares y que incluso la reina boto había pedido la ayuda de los soldados españoles contra Garabito, «que los oprime, maltrata y sacrifica», para lo cual ofrecieron cacao, oro y mantas a Francisco de Marmolejo, quien con 40 hombres los visitó en 1564, y fue bien recibido. Aunque este parece un intento de los botos de sacudirse la dominación huetar, lo cierto es que la relación de servitud entre ambos pueblos continuó por lo menos hasta 1640.
En 1569 fueron incluidos por el gobernador Pero Afán de Ribera y Gómez entre los pueblos ilegalmente repartidos en encomiendas a los españoles. Los botos fueron distribuidos por partes iguales entre Martín Blázquez y Francisco Mogariño, y se señaló como cabeza de la encomienda la ciudad de Aranjuez, en cuya jurisdicción también fueron colocadas las encomiendas de los katapas, los corobicíes y abancaras, y de los pueblos de Patica, Uruy, Turriu, Pocoras, Zurrú, Gotane y Cocora.
Hacia 1591, en una carta de Juan Dávila a la reina de España, se menciona que los botos que habitaban en la zona del río Sarapiquí «eran pocos», pero que había más de ellos en la banda norte del Desaguadero, es decir, el río San Juan, y que estos «eran muy belicosos», además de que se menciona que, al habitar este pueblo una región muy pantanosa por la presencia de muchos ríos, los conquistadores perdían la ventaja que les podía dar ingresar a caballo. Debido al poco interés de los españoles por apoderarse de esta región, las llanuras del norte se convirtieron en zona de refugio para los indígenas que escapaban de la conquista cruzando la Cordillera Volcánica Central.
En 1640 visitó la región Jerónimo de Retes y López de Ortega, quien bautizó el más importante emplazamiento de los botos, ubicado en Cutris, a orillas del río de este nombre, más tarde río San Carlos, como San Jerónimo de los Votos, el cual tuvo corta vida.
En 1662, según el gobernador Rodrigo Arias Maldonado y Góngora, el pueblo de los botos se hallaba en las riberas del río Pocosol (hoy río San Carlos) y tenía unas doscientas familias. Poblaban un lugar llamado Rancho Quemado, a unas treinta leguas de Barva, en una región de ásperas montañas y peligrosos ríos, y no había ningún sacerdote que atendiese sus necesidades espirituales.
En 1666, Juan López de la Flor y Reinoso, gobernador español de Costa Rica, ordena la captura de los botos, a raíz de una invasión de los piratas ingleses a Matina y Turrialba. De aquí en adelante se sabe poco de su paradero, pero se cree que su número ya había venido declinando debido al impacto de las epidemias venidas del Viejo Mundo. Es muy posible que, para 1564, cuando iniciaron las incursiones españolas por el lado del Valle Central de Costa Rica - al cual no se logró ingresar sino hasta 1561 -, este pueblo indígena ya hubiese sufrido una disminución substancial de su número, a consecuencia de los estragos producidos por las epidemias introducidas con las exploraciones españolas realizadas por el lago de Nicaragua y el río San Juan desde 1527. De hecho, con las visitas realizadas a la zona en siglos posteriores no se documenta su presencia, sino solo la de los guatusos. El impacto de las nuevas enfermedades en Costa Rica durante el siglo XVI, no obstante, no ha sido estudiado por completo. Es hacia 1742 que aparece el último registro de este pueblo con el nombre de botos - probablemente se trataba de ramas,- cerca de Punta Gorda, en Nicaragua.

## Cultura
Es poco lo que se conoce acerca de la cultura de los botos. A nivel arqueológico, las llanuras del norte de Costa Rica, donde se ubicó este pueblo, son consideradas una subregión perteneciente a la región Central, que se extiende desde la costa pacífica hasta el litoral atlántico. Es esta una región fronteriza con altas influencias mesoamericanas dadas las conexiones con la fosa de Managua a través de los ríos navegables de la región. Se sabe que el territorio era cruzado por calzadas y hay indicios del uso de puentes de troncos o bejucos para cruzar los ríos crecidos. Pero también se han encontrado muestras de la cultura sudamericana y sus diversos grupos lingüísticos del tronco chibcha. Presenta ocupaciones que guardan semejanza con las ocupaciones de la Gran Nicoya y la región Central, pero aún son escasas las investigaciones. 
Los principales sitios de estudio se encuentran en La Fortuna, Pital y sobre todo en Venecia (San Carlos), donde se halla el sitio Cutris, llamado por los arqueólogos Ciudad Cutris por encontrarse calzadas y un círculo de aldeas tanto o más grande que el Monumento Nacional Guayabo, en el sitio Chaparrón y en los alrededores del río Sarapiquí. Ciudad Cutris consiste en una ciudad de 850 ha con calzadas señalizadas de hasta 20 m de ancho, así como 8 palenques multifamiliares de más de 30 m de diámetro para albergar unas 200 personas cada uno.
Se cree que el pueblo de los botos probablemente tenga vínculos con los ramas, etnia indígena de influencia mesoamericana que, al tiempo de la llegada española, ocupaba ambas márgenes del río San Juan. Debido a esto, es muy posible que el idioma de los botos haya sido la lengua rama, una de las lenguas chibchas.
Los botos se caracterizaron por formar sociedades dispersas, fragmentadas en lo político, y poco complejas en lo tecnológico y social. Es importante señalar que los indígenas guatusos o maleku recuerdan en sus historias a los botos, de los cuales fueron coetáneos durante el siglo XVI y algunas décadas posteriores, y a los que describen como «sencillos y desorganizados». Junto a los otras etnias indígenas que ocuparon lo que hoy se conoce como la Región Huetar Norte de Costa Rica, se cree que tuvieron fuerte contacto con grupos mesoamericanos, en especial con sociedades mexicanas, dado que se han hallado en este territorio numerosas piezas de jade finamente trabajadas, espejos, sillas de arcilla y piezas de cerámica. 
La influencia mexicana también puede observarse por la construcción de calzadas y emplazamientos en cimientos de piedra que se encuentran en la región, sobre todo en el sitio Cutris, donde predomina la construcción de tipo hondonada, es decir, donde los constructores tuvieron que excavar el suelo removiendo la tierra y depositándola en uno o ambos lados, observándose claramente la zanja u hondonada. Un aspecto significativo de estas vías, es que al salir o entrar a las aldeas son más anchas, angostándose a conforme se alejan de las mismas.
El cacao parece haber sido el bien más preciado de los botos. Aunque los nicaraos y los huetares nunca entraron directamente en conflicto, se cree que compitieron principalmente por asuntos de comercio, pues uno de los bienes codiciados por ambas etnias fue el cacao, producido por los botos y comerciado por estos durante el siglo XVI, y posiblemente desde antes, por todo el río San Juan. Parece ser que los botos fueron un pueblo hábil en el intercambio de este recurso. El cacao fue un fruto fundamental para las culturas mesoamericanas que ocuparon el Pacífico nicaragüense, y también era consumido por los reyes huetares del Valle Central y del Guarco, sitios donde no se cultivaba.
La relación de subordinación entre los botos y los huetares parece haber tenido razones sociopolíticas. El Cacicazgo de los Botos fue menos complejo y más débil en términos políticos que los del Valle Central, a pesar de tener en su haber mayores recursos por su acceso al río San Juan. Los huetares, en cambio, tenían mayor población y complejidad sociopolítica, lo que les permitió extender su influencia hasta zonas alejadas del Valle Central. A pesar de esta relación de servitud, los botos lograron mantener su cultura, estructura política y social, y su idioma. 
Esta relación de subordinación con los huetares implicaba también un compromiso de defensa, posiblemente basado en el establecimiento de relaciones matrimoniales entre principales de ambos pueblos: los botos ofrecían a los huetares protección contra las incursiones de los nicaraos desde el lago de Nicaragua y el río San Juan. Esta situación permitía a los huetares - principalmente a los del Cacicazgo del Guarco - desplazarse por un amplio territorio donde tenían segura la alimentación, la protección y un lugar a dónde llegar con seguridad. 
Es comprensible, entonces, que ante el apremio motivado por el avance de la conquista, los huetares se refugiasen entre sus tributarios: botos y huetares continuaron conviviendo sin perder el estatus de servitud ante la presencia cada vez más amenazante de un tercero, es decir, de los españoles. Hacia 1640 aún se documentaba la presencia de palenques huetares en Cutris, dentro del territorio de los botos, e incluso se apunta que los huetares tuvieron que aprender la lengua rama para poder comunicarse con ellos.